# Planeta a ull nu
Per a la categoria proposada fallida de la UIA, Planetes Clàssiques, vegeu Redefinició de planeta de 2006.

El Thema Mundi que mostra les planetes exteriors per a una observació a ull nu.

En astronomia, els planetes a ull nu corresponen a els cinc planetes del sistema solar que poden ser vistos a ull nu sense gaire dificultat. Són les soles planetes conegudes d'ençà d'abans de la invenció del telescopi, per la qual cosa també són anomenades planetes clàssiques.
Aquestes són: Venus, Mart, Mercuri, Júpiter i Saturn, les cinc planetes més pròximes de la Terra.
Mercuri i Venus són les soles planetes visibles al capvespre perquè les seves òrbites estan a l'interior de l'òrbita de la Terra entorn del Sol. Venus és la més prominent, el tercer objecte més brillant després del Sol i la Lluna. Mercuri és més difícil de veure a causa de la seva proximitat del Sol. Mart està en la seva lluentor màxima quan està oposat a la Terra, la qual cosa succeeix cada dos anys. Júpiter i Saturn són les més grans de les cinc planetes encara que com que són més lluny reben menys llum del sol. Tanmateix Júpiter és l'astre més brillant després de Venus. La lluminositat de Saturn és augmentada pels seus anells, la qual cosa fa que es reflecteixi llum cap a la Terra segons el grau d'inclinació de l'el·líptica. De totes maneres els anells no són prou brillants per veure'ls de la Terra estant. Urà és visible sols en nits molt clares però, a diferència de les planetes a ull nu, és menys lluminosa que centenars d'estels i solament es pot saber la seva existència amb telescopis.

## Les planetes en la cultura i mitologia
Llur existència era coneguda per moltes cultures a tot el món, des que es té registres, i en algunes de les cinc planetes a ull nu són agrupades amb el Sol i la Lluna -anomenats lluminars (que significa “objecte brillant”)- per a formar un grup de set objectes celestials (o set llums de la Terra, planetes estels, planetes tradicionals, etc.). També les planetes van ser anomenats déus en les diverses cultures. Per exemple, com en la major part de les cultures occidentals, reberen en llatí designacions en honor del panteó romà i llurs noms probablement per a anomenar els set dies de la setmana.
En anglès, les planetes tenen noms de déus romans (encara que el nom del planeta Urà és el d'un déu tan grec com a romà), una antiga creença que les planetes eren déus que tenien el destí de la humanitat. Algunes vegades es van considerar com éssers vivents, i els mites foren creats sobre com van poder ser, i el que se suposava que eren, basant-se en els moviments en el cel, llurs característiques físiques i la suposada influència que tenen sobre la nostra planeta i els seus habitants.
- El Sol era conegut per la seva evident importància per a donar vida. També va servir en la literatura universal constant el passatge entre el dia i la nit. Moltes cultures van crear calendaris seguint al Sol per a predir les estacions i esdeveniments solars.
- La Lluna i les seves fases van ser traçades per moltes cultures, donant origen als calendaris lunars. Els cicles lunars van ser usats per a dividir l'any solar, o cada temporada en mesos.
- Mercuri és conegut per ser el més ràpid, probablement associat al déu romà per la seva pressa.
- Venus és identificat com el més brillant després de la Lluna.
- Urà, solament és visible a ull nu en casos excepcionals, però així i tot, no és prou lluent per a poder diferenciar-lo fàcilment d'un estel. Per aquesta raó, Mart és comunament coneguda com la planeta vermella, freqüentment associada amb el déu romà. Es desconeix si va ser anomenada així per la seva color (perquè aquesta és molt difícil de destriar àdhuc amb telescopis casolans) o si va ser una coincidència, el vermell essent associat pels romans amb la guerra i la victòria, i també la color de la sang.
- Júpiter és coneguda per ser la planeta més grossa del sistema solar. No se sap si els romans ho sabien o no, però és possible que Júpiter aparegués més brillant superant les altres planetes, fins i tot té el segon període més llarg. En altres paraules apareix més gran del que es percep a distància. Si els romans saberen que era el més gran, és raonable que li donessin el nom del governant dels cels.
- Saturn, és tan popular pels seus anells essent la segona planeta més grossa, els anells són difícils de destriar sense l'ajuda de telescopis (encara que siguin casolans). Els romans la van anomenar basant-se en la seva suposició que era la més llunyana de les planetes d’acord amb el seu període orbital. La seva lluentor és una mica inferior a la de Júpiter. Els romans potser l'anomenaren Tità però aquest nom fou formalment retirat en favor de Júpiter. Tan sols es va poder saber la seva existència amb un telescopi casolà. Va ser anomenada així pel Déu grecor-romà del cel, a causa de la color celesta d'aquesta planeta, essent la sola planeta el nom de la qual és un Déu tan de la mitologia grega com de la romana.

## Els dies de la setmana
El sistema Ptolomeic, part de l'astronomia grega, va col·locar les planetes en ordre de la més pròxima a la més llunyana: la Lluna, Mercuri, Venus, el Sol, Mart, Júpiter, i Saturn. A més, el dia es va dividir en intervals de set hores, cadascun governat per una de les planetes.
La primera hora de cada dia va portar el nom de la planeta governant, pràctica que va donar origen als noms i ordre dels set dies de la setmana romana. En les cultures llatines modernes, en general els dies de la setmana provenen directament dels romans. Per exemple en català: dilluns = Lluna, dimarts = Mart, dimecres = Mercuri, dijous = Júpiter, divendres = Venus.
L'anglès i altres idiomes germànics hereten la tradició romana de designar els dies segons els déus celestials però amb modificacions. En anglès: Monday (dilluns)= Moon day, Sunday (diumenge)= Sun day, quals són calcs, Saturday (dissabte)= Saturn day, apropiació directz, a més d'equivalents segons una interpretació germànica del panteó romà, Thursday (dijous)= Thor, Friday (divendres)= Frigg (Venus) etc. Mentre que els dies es continuen a dir així, actualment les planetes mateixes s'anomenen per les seves denominacions llatines en l'anglès, i major part de les llengües germàniques.

## En astrologia
L'astrologia es va desenvolupar basant-se tan solament en les planetes visibles conegudes. Perquè es mouen en cercles a través del cel,cosa que els estels no fan, les planetes sempre van ser aplegades d'acord amb les lluminàries i considerades de significat diví. Al mateix temps, fou feta una distinció dins aquesta categoria per la importància de la lluentor de la lluminària (el Sol i la Lluna).

## En les religions

### En el judaisme
D'acord amb l'Enciclopèdia jueva i l'historiador jueu Josephus, els set braços de la Menorà judaica representen els set objectes celestials.

## Orient Llunyà
Les cinc veritables planetes, llurs elements en caràcters xinesos, kanji, són també part dels noms de la setmana tan en xinès com a japonès, complementat amb diumenge i dilluns. Aquests noms també són usats en vietnamita.

### A la Xina
- Mercuri: 水星 (estel aigua)
- Venus: 金星 (estel metall)
- Mart: 火星 (estel foc)
- Júpiter: 木星 (estel fusta)
- Saturn: 土星 (estel terra)

Els cicles del calendari xinès van lligats a l'òrbita de Júpiter, hi ha 12 bèsties sagrades en el geomàntic xinès i el cicle astrològic, i 12 anys en l'òrbita de Júpiter.

### Al Japó
- Mercuri: Suisei o 水星 (estel aigua)
- Venus: Kinsei o 金星 (estel metall)
- Mart: Kasei o 火星 (estel foc)
- Júpiter: Mokusei o木星 (estel fusta)
- Saturn: Dosei o 土星 (estel terra)

Dels noms dels elements es deriven els noms dels dies de la setmana:
- Kayōbi o 火曜日 (dia del foc/Mart): dimarts
- Suiyōbi o 水曜日 (dia de l'aigua/Mercuri): dimecres
- Mokuyōbi o 木曜日 (dia de la fusta/Júpiter): dijous
- Kin'iōbi o 金曜日 (dia del metall/Venus): divendres
- Donoōbi o 土曜日 (dia de la terra/Saturn): dissabte

Finalment, «diumenge» és nichiyōbi o 日曜日 (dia del sol) i «dilluns» és getsuyōbi o 月曜日 (dia de la lluna).

### Vietnamita
- Mercuri: Sao Thủi (estel aigua)
- Venus: Sao Kim (estel metall); també té altres noms com "Sao Mai" "estel del matí" (vegeu Saomai) i "Sao Hôm" "estel del capvespre"
- Mart: Sao Hỏa (estel foc)
- Júpiter: Sao Mộc (estel fusta)
- Saturn: Sao Thổ (estel terra)

Trivia
- La color vermella de Mart va associada amb el déu de la guerra en la mediterrània (Roma, Grècia), i l'amor en la mitologia maia, mentre que Venus era associada a la guerra entre els maies.